# Hydrocyphon sakaii
Hydrocyphon sakaii es una especie de coleóptero de la familia Scirtidae.

## Distribución geográfica
Habita en Laos.